# Gabão nos Jogos Olímpicos de Verão de 2012
Gabão competiu nos Jogos Olímpicos de Verão de 2012, que aconteceram na cidade de Londres, no Reino Unido, de 27 de julho até 12 de agosto de 2012.

## Desempenho

### Atletismo
Masculino
| Atleta              | Evento | Preliminar | Preliminar | Quartos-de-final | Quartos-de-final | Meias-finais | Meias-finais | Final       | Final       |
| Atleta              | Evento | Marca      | Posição    | Marca            | Posição          | Marca        | Posição      | Marca       | Posição     |
| ------------------- | ------ | ---------- | ---------- | ---------------- | ---------------- | ------------ | ------------ | ----------- | ----------- |
| Wilfried Bingangoye | 100 m  | 10s89      | 3º/bat. 2  | Não avançou      | Não avançou      | Não avançou  | Não avançou  | Não avançou | Não avançou |

### Futebol
Masculino
| Equipe | Equipe | Fase de grupos                               | Fase de grupos | Quartas                | Semifinal              | Final                  | Pos. |
| Equipe | Equipe | Adversário e resultado                       | Pos.           | Adversário e resultado | Adversário e resultado | Adversário e resultado | Pos. |
| --- | --- | -------------------------------------------- | -------------- | ---------------------- | ---------------------- | ---------------------- | ---- |
| Didier Ovono Muller Dinda Stevy Nzambe Franck Engonga Bruno Ecuele Manga Rémy Ebanega Allen Nono Alexander N'Doumbou Pierre Aubameyang | Lévy Madinda Axel Meye Merlin Tandjigora Cédric Boussoughou André Biyogo Poko Henri Ndong Emmanuel Ndong Jerry Obiang Anthony Mfa Mezui | SUI Suíça E 1-1 MEX México KOR Coreia do Sul |                |                        |                        |                        |      |